# Dinodontosaurus
Genre
Familles de rang inférieur
- † D. tener (type) von Huene, 1935
- † D. brevirostris Cox, 1968
- † D. turpior (nomen dubium)  von Huene, 1935

Dinodontosaurus (littéralement « lézard aux dents terribles ») est un genre éteint de thérapsides dicynodontes ayant vécu du Trias moyen au supérieur. C'est un représentant de taille moyen à grand, avec un crâne atteignant 40 centimètres de long et avait un bec corné.

## Espèces
- Dinodontosaurus tener est l'espèce de dicynodonte la plus commune qui existait au Trias moyen, et plus commune dans les couches fossiles qui vieillissent au Rio Grande do Sul, à Rota Paleontológica. On les trouve principalement dans le site paléontologique de Chiniquá à São Pedro do Sul et Candelária, où un groupe de dix petits a été retrouvé ensemble, démontrant que ces animaux avaient des stratégies de coexistence en groupe et de prise en charge de leur progéniture. Diodontosaurus pedroanum (Tupi-Caldas, 1936) et Dinodontosaurus oliveirai (Romer 1943) sont des synonymes[2].

- Dinodontosaurus brevirostris est connu à partir de restes trouvés en Argentine. Chanaria platyceps (Cox, 1968) et Dinodontosaurus platygnathus sont des synonymes.

## Galerie

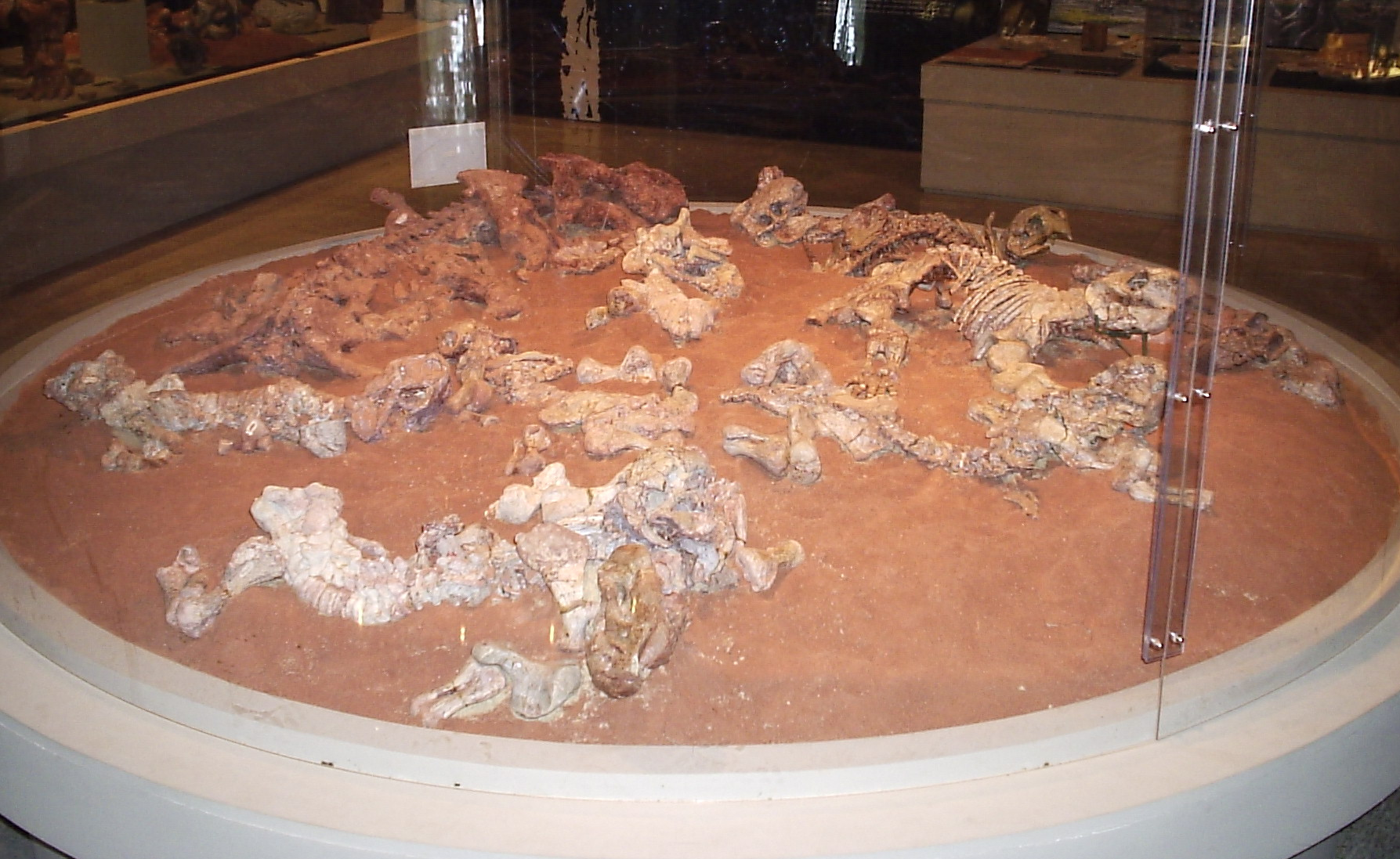
D. tener juveniles
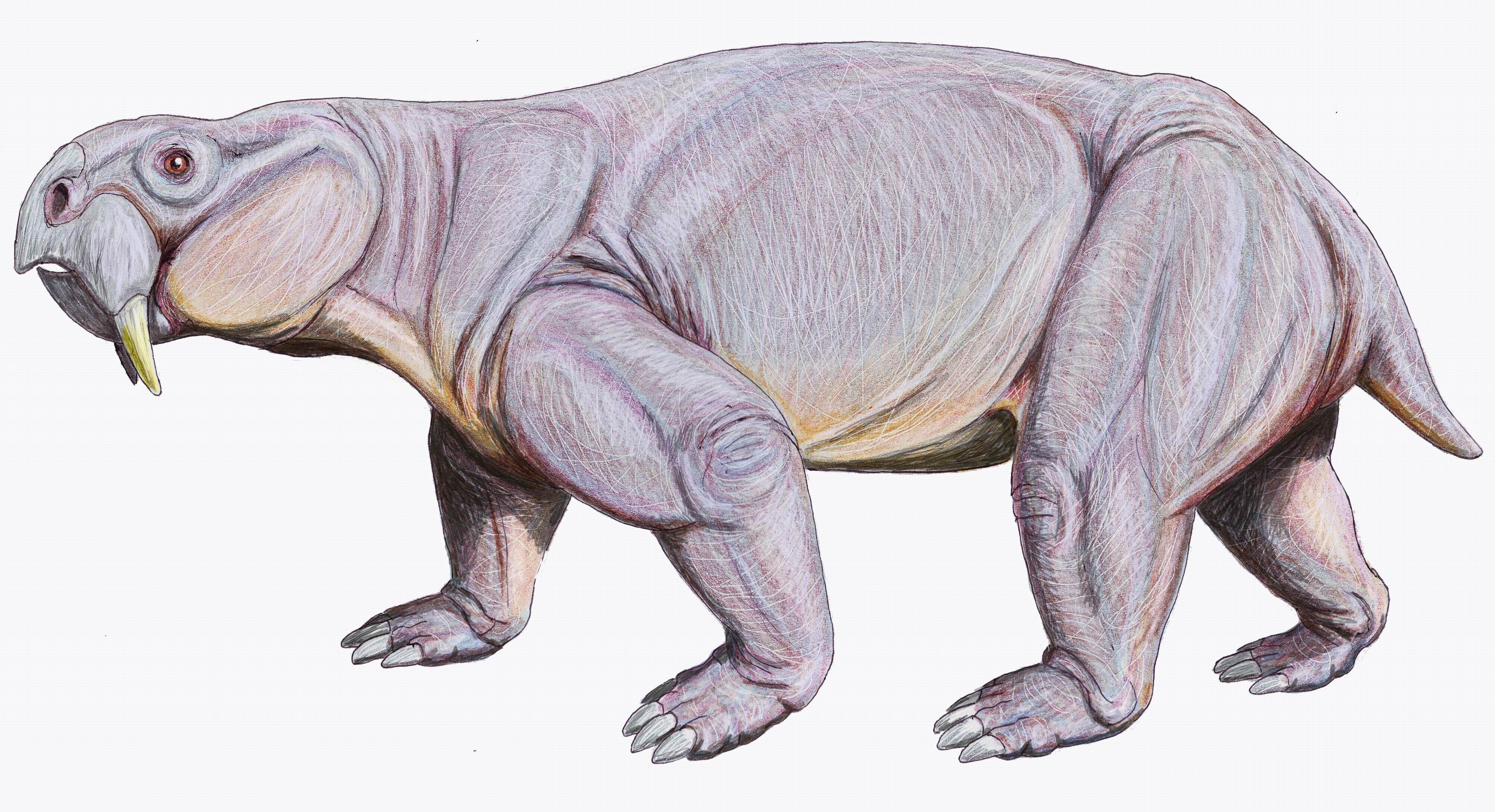
Reconstitution of D. tener